# 왕양 (정치인)
왕양(중국어: 汪洋, 병음: Wāng Yáng, 1955년 3월 5일~)은 중화인민공화국의 정치인으로, 현재 중앙정치국 상무위원을 맡고 있다. 충칭시 당위원회 서기를 거쳐 광둥성 서기를 지냈으며, 중국 국무원 산업부총리 직을 수행했다. 해협양안관계협회 회장을 지낸 왕다오한(汪道涵)이 그의 숙부이다.

## 경력
1972년, 고향인 안후이성 쑤 현(현재의 쑤저우 시)의 식품 공장에서 노동자로 일했다. 문화혁명 말기의 1976년 2월, 오칠간부학교(五七幹校)의 교원이 되었고, 그 후 당위원회 위원을 지냈다. 1979년, 중국공산당 중앙당교의 이론 선전 간부반에 발탁되어 정치 경제학을 전공했다. 1981년 중국 공산주의 청년단 안후이 성의 당위원회 부서기를 시작으로 공청단 성위원회 선전부장을 지냈고 1983년에는 공청단 성위원회 부서기로 승진을 계속했다.
1984년부터는 안후이 성 체육위원회 주임, 퉁링 시장, 성장조리(省長助理), 성 계획위원회 주임 등을 역임했고, 1993년에는 최연소로 부성장에 취임했다. 1995년까지 중국과학기술대학에서 공학석사 학위를 받았다.
1999년 9월, 주룽지 내각에서 국가발전계획위원회 부주임을 거쳐, 2003년 원자바오 내각에서 국무원 부비서장을 지냈다. 국가기관당조 부서기, 국무원 삼협공정 건설위원회 위원을 겸임했다. 2003년 3월, 원자바오 내각의 일원으로 국무원 부비서장이 되어 국무원 변공청의 일상업무를 담당했다. 국가기관 당조부서기, 국무원 삼협공정건설위원회 위원등을 겸임했다. 2005년 충칭 시 시위원회 서기, 2007년 12월부터 광둥성 성위원회 서기를 지냈다.
2007년 10월의 제17기 1중 전회에서 두 단계나 승진하여 정치국원에 올랐다. 이른바 공청단의 후진타오에 의해 발탁되었다.
2009년 충칭 시에서는 대규모 '충칭 모델' 캠페인이 전개되어 시의 공안을 담당하는 부국장과 사법 관계자를 포함한 2000명 이상이 체포되었다. 2009년 12월 광둥성의 왕양 당서기는 보시라이가 당서기로 있던 충칭 시를 방문하여 광둥과 충칭 간 경제 사회 분야 협력 조인식을 갖는 자리에서 보시라이의 '타흑(打黑)' 활동의 업적을 축하한다고 공동 기자회견에서 발표하였다.
그러나 2012년 4월 왕양은 보시라이가 심각한 부정부패 등의 혐의로, 그의 아내 구카이라이가 영국인 사업가 헤이우드 고의 살인 혐의로 당국의 조사를 받기 시작하면서 당시 시진핑 부주석 쪽에 급격히 기울어지면서 보시라이를 비판하는 정치 활동에 참여하기도 했다. 당시 당국에 체포된 뒤 무기 징역형을 선고받은 보시라이는 후진타오 주석을 도청하려고 했던 간 큰 사내이기도 했다.
중국 공산당 제16기 정치국 후보위원을 거쳐, 제17기와 제18기 정치국 위원, 제19기 정치국 상무위원이다.